# ژرژ لمبور
ژرژ لمبور (به فرانسوی: Georges Limbour) ‏نویسنده و شاعر قرن بیستم میلادی اهل فرانسه است.
ژان کوکتو او را استاد خود می دانست